# 도천초등학교 (창원시)
도천초등학교는 대한민국 경상남도 창원시 진해구 도천동에 있는 공립 초등학교이다.

## 학교 연혁
- 1912년 1월 10일 현동심상고등소학교 개교
- 1912년 1월 19일 진해심상고등소학교 명칭 변경
- 1912년 4월 1일 진해공립심상고등소학교 교명 변경(관제 개편)
- 1938년 4월 1일 진해제일공립심상고등소학교로 교명 변경
- 1941년 4월 1일 진해제일공립국민학교로 교명 변경
- 1945년 9월 28일	진해제일공립국민학교 개교 (초대교장 하창수)
- 1945년 10월 31일 진해제일공립국민학교 개교식(8학급)(10.30 일본인학교 접수)
- 1946년 5월 31일 진해도천공립국민학교로 교명 변경 (3대교장 주기영)
- 1996년 3월 1일 도천초등학교로 교명 변경
- 2000년 9월 1일 병설유치원 개원 (1955.10.18 어린이방 개설)

## 참고 자료
- 도천초등학교 - 한국교육학술정보원 학교알리미